# Gegiran
Gegiran är en ort i Azerbajdzjan.   Den ligger i distriktet Lənkəran Rayonu, i den sydöstra delen av landet, 200 km sydväst om huvudstaden Baku. Gegiran ligger 278 meter över havet och antalet invånare är 1 925.
Terrängen runt Gegiran är lite bergig. Runt Gegiran är det ganska tätbefolkat, med 160 invånare per kvadratkilometer.. Närmaste större samhälle är Boradigah, 13,6 km nordost om Gegiran. 
Omgivningarna runt Gegiran är en mosaik av jordbruksmark och naturlig växtlighet.